# Élections générales espagnoles de 2015 dans les îles Baléares
Les élections générales espagnoles de 2015 (en espagnol : Elecciones generales de España de 2015) se sont tenues le dimanche 20 décembre 2015 afin d'élire les 350 députés et 208 des 266 sénateurs de la XIe législature des Cortes Generales. 8 députés sont élus dans les îles Baléares.

## Résultats

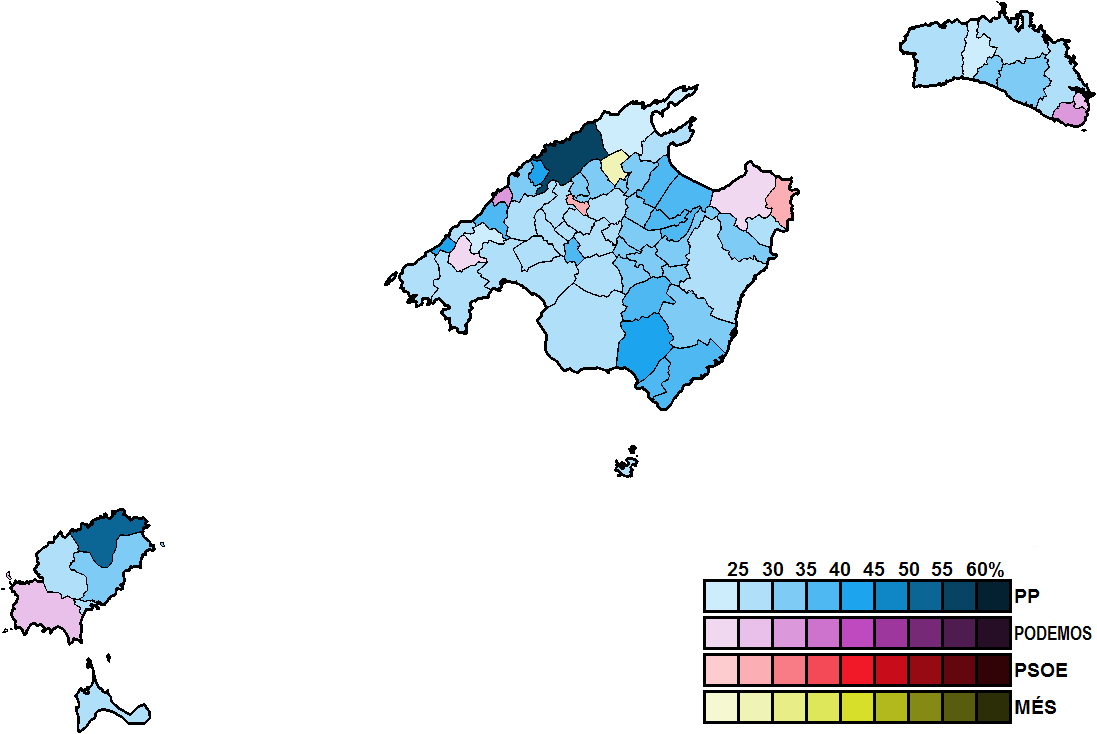
Résultats par commune.

| Parti                  | Parti                                                   | Voix    | %     | +/-   | Sièges | +/-           |
| ---------------------- | ------------------------------------------------------- | ------- | ----- | ----- | ------ | ------------- |
|                        | Parti populaire (PP)                                    | 140 640 | 29,06 | 20,53 | 3      | 2             |
|                        | Podemos                                                 | 111 628 | 23,07 | Nv.   | 2      | 2             |
|                        | Parti socialiste ouvrier espagnol (PSOE)                | 88 635  | 18,31 | 10,56 | 2      | 1             |
|                        | Ciudadanos (Cs)                                         | 71 551  | 14,78 | Nv.   | 1      | 1             |
|                        | Plus pour Majorque (Més)                                | 33 877  | 7,00  | 0,17  | 0      | en stagnation |
|                        | El Pi - Proposition pour les Îles (El Pi)               | 12 910  | 2,67  | Nv.   | 0      | en stagnation |
|                        | Gauche unie (IU-UP)                                     | 11 451  | 2,37  | 2,57  | 0      | en stagnation |
|                        | Parti animaliste contre la maltraitance animale (PACMA) | 5 114   | 1,06  | 0,23  | 0      | en stagnation |
|                        | Union, progrès et démocratie (UPyD)                     | 2 276   | 0,47  | 3,76  | 0      | en stagnation |
|                        | Recortes Cero-Grupo Verde (RC-GV)                       | 1 177   | 0,24  | Nv.   | 0      | en stagnation |
|                        | Parti Famille et vie (PFyV)                             | 714     | 0,15  | 0,02  | 0      | en stagnation |
|                        | Vote blanc                                              | 3 997   | 0,83  | 0,98  |        |               |
|                        |                                                         |         |       |       |        |               |
| Suffrages exprimés     | Suffrages exprimés                                      | 483 970 | 99,04 |       |        |               |
| Votes nuls             | Votes nuls                                              | 4 696   | 0,96  |       |        |               |
| Total                  | Total                                                   | 488 666 | 100   | -     | 8      | en stagnation |
| Abstention             | Abstention                                              | 282 715 | 36,65 |       |        |               |
| Inscrits/Participation | Inscrits/Participation                                  | 771 381 | 63,35 |       |        |               |